# Fire Force DNA Sights 999.9
Fire Force DNA Sights 999.9 (火聖旅団ダナサイト999.9?, Kasei Ryodan Danasaito 999.9) è un film d'animazione del 1998 diretto da Masayuki Kojima.
Pellicola prodotta in Giappone dalla Madhouse su soggetto originale di Leiji Matsumoto.

## Trama
Nel 2024 la collisione con un meteorite nero proveniente dallo spazio ha devastato Tokyo e il pianeta Terra, che viene conquistata da una misteriosa organizzazione aliena chiamata Trader force, guidata dalla regina Photon. Un'altra aliena, Melov, proveniente  dal pianeta Svan arriva sulla terra. Il giovane Tetsuro Daiba, entrando in contatto con il meteorite scopre di aver guadagnato dei superpoteri, ma viene fatto prigioniero dalla Trader force assieme al suo gatto Mello.